# Julio Barcos
Julio Ricardo Barcos (Coronda, 26 de janeiro de 1883 — Buenos Aires, 17 de janeiro de 1960) foi um pedagogo, ensaísta e militante anarquista argentino. Atuou na imprensa libertária e em projetos de educação racionalista, ao mesmo tempo em que trabalhou como inspetor do Conselho Nacional de Educação. Defendeu a laicidade, a coeducação, a autonomia discente e uma crítica sistemática ao burocratismo escolar do início do século XX.

## Vida
Barcos iniciou-se muito jovem nas ideias anarquistas e colaborou em publicações como La Protesta, El Diario de Buenos Aires e Ideas y Figuras. Em 1907 assumiu a Escuela Laica de Lanús e, em 1908–1909, participou da Escuela Moderna de Buenos Aires. Articulou a Liga de Educación Racionalista (na década de 1910) e esteve ligado ao associativismo docente (Liga Nacional de Maestros e, depois, Federación Nacional del Magisterio).
Entre 1912 e 1914 dirigiu o periódico La Escuela Popular e, em 1914, editou a revista Renovación. No final da década de 1910 e início de 1920, impulsionou uma Biblioteca Popular com folhetos pedagógicos. Sua produção ganhou destaque com o opúsculo La doble amenaza (1922/1923), resposta às conferências de Leopoldo Lugones, e com o livro Cómo educa el Estado a tu hijo (1927).
Segundo o CeDInCI, Barcos nasceu em Coronda (província de Santa Fé) em 26 de janeiro de 1883 e faleceu em Buenos Aires em 17 de janeiro de 1960.

## Pensamento e atuação pedagógica
Barcos criticou o “monopólio estatal” do ensino quando este reforçava hierarquias, rotinas e um regime disciplinar que, a seu ver, “embrutecia” a inteligência infantil. Propôs escolas racionalistas mantidas pela sociedade civil, com base científica, coeducação, laicidade, liberdade de expressão e participação docente.
Em Cómo educa el Estado a tu hijo (1927), realizou um balanço contundente da escola pública, denunciando burocratismo, autoritarismo e resistência à inovação — articulando uma defesa da emancipação intelectual de crianças e jovens.
Barcos também escreveu sobre direitos de mulheres e crianças, questionando a dupla moral sexual (que denominou himenolatría) e criticando um padrão cultural que chamou de “unisexual masculino”. Esses temas aparecem na sua polêmica com Lugones e em textos dos anos 1910–1930.

## Polêmica com Leopoldo Lugones
Em La doble amenaza (1922/1923), Barcos respondeu à retórica nacionalista e conservadora de Lugones, contrapondo dados sociais e educacionais ao discurso de ordem e denunciando xenofobia e anti-feminismo. A réplica situa-se no contexto das conferências La acción (Teatro Colón / Coliseo, 1923), que marcaram a guinada direitista do autor de La guerra gaucha.

## Obras selecionadas
- La escuela moderna (1914).[17]
- Proyecto de ley orgánica para la instrucción pública (1920).[18]
- La libertad sexual de las mujeres (c. 1921).[19]
- La doble amenaza: réplica a L. Lugones (1922/1923).[20][21]
- Cómo educa el Estado a tu hijo (1927).[22]
- Régimen federal de la enseñanza (1940).[23]
- Por el pan del pueblo (s/d).[24]
- El civilizador (homenagem a Domingo F. Sarmiento, s/d).[25]